# Голос. Уже не дети
«Голос. Уже не дети» — российское вокальное телешоу, выходившее на Первом канале с 1 сентября по 20 октября 2023 года. За основу проекта взят формат «Всех звёзд» (All Stars): участие нём принимают участники выходившие на сцену в одном из десяти прошедших сезонов «Голос. Дети».

## Ведущие
Яна Чурикова, которая в 2022 году пришла в «Голос. Дети» на место Дмитрия Нагиева, осталась ведущей проекта.

## Наставники

Наставники сезона
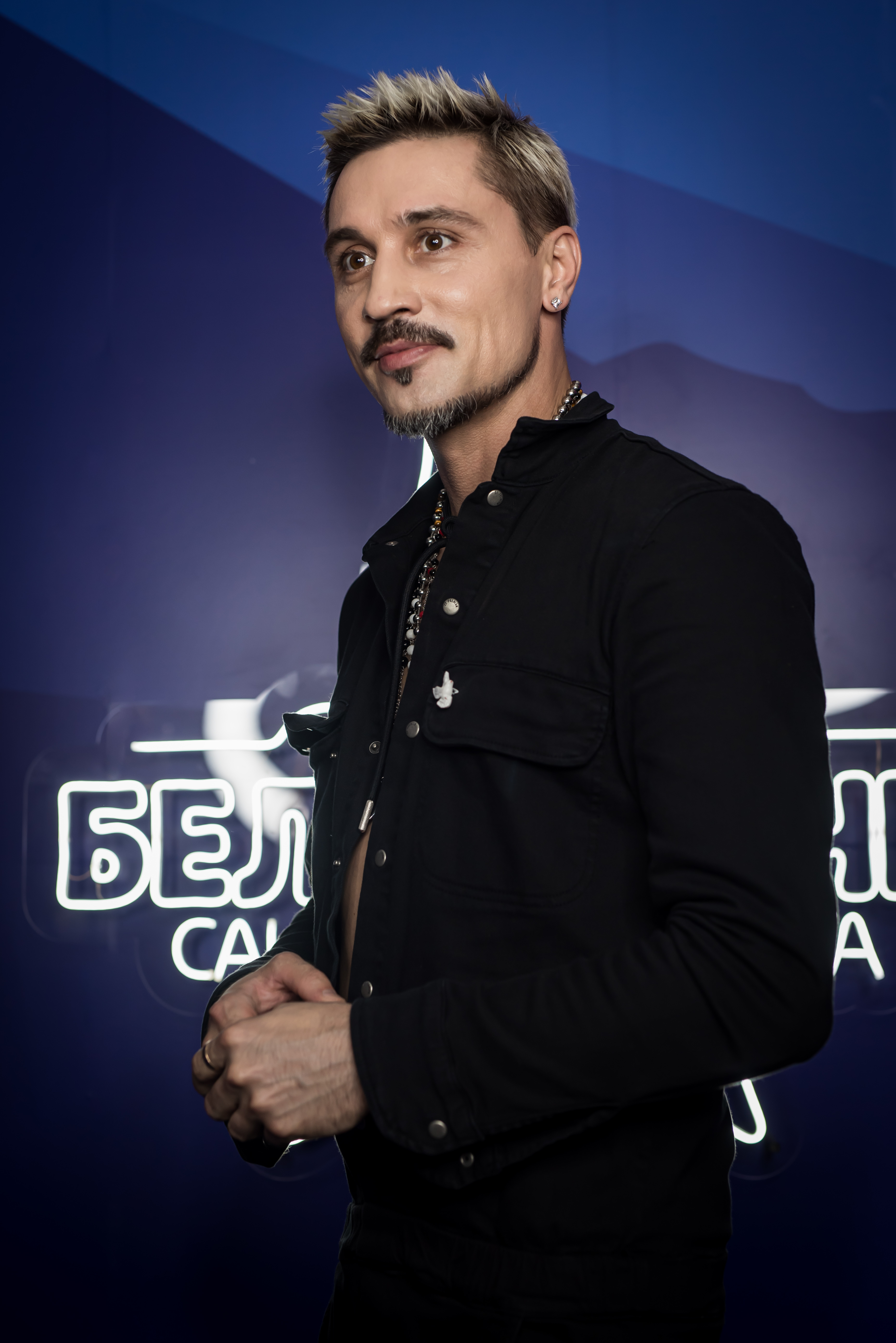
Дима Билан
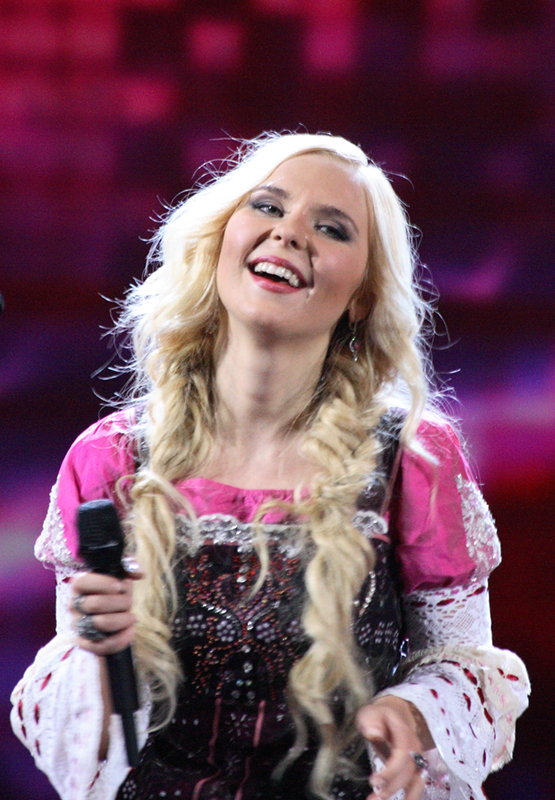
Пелагея
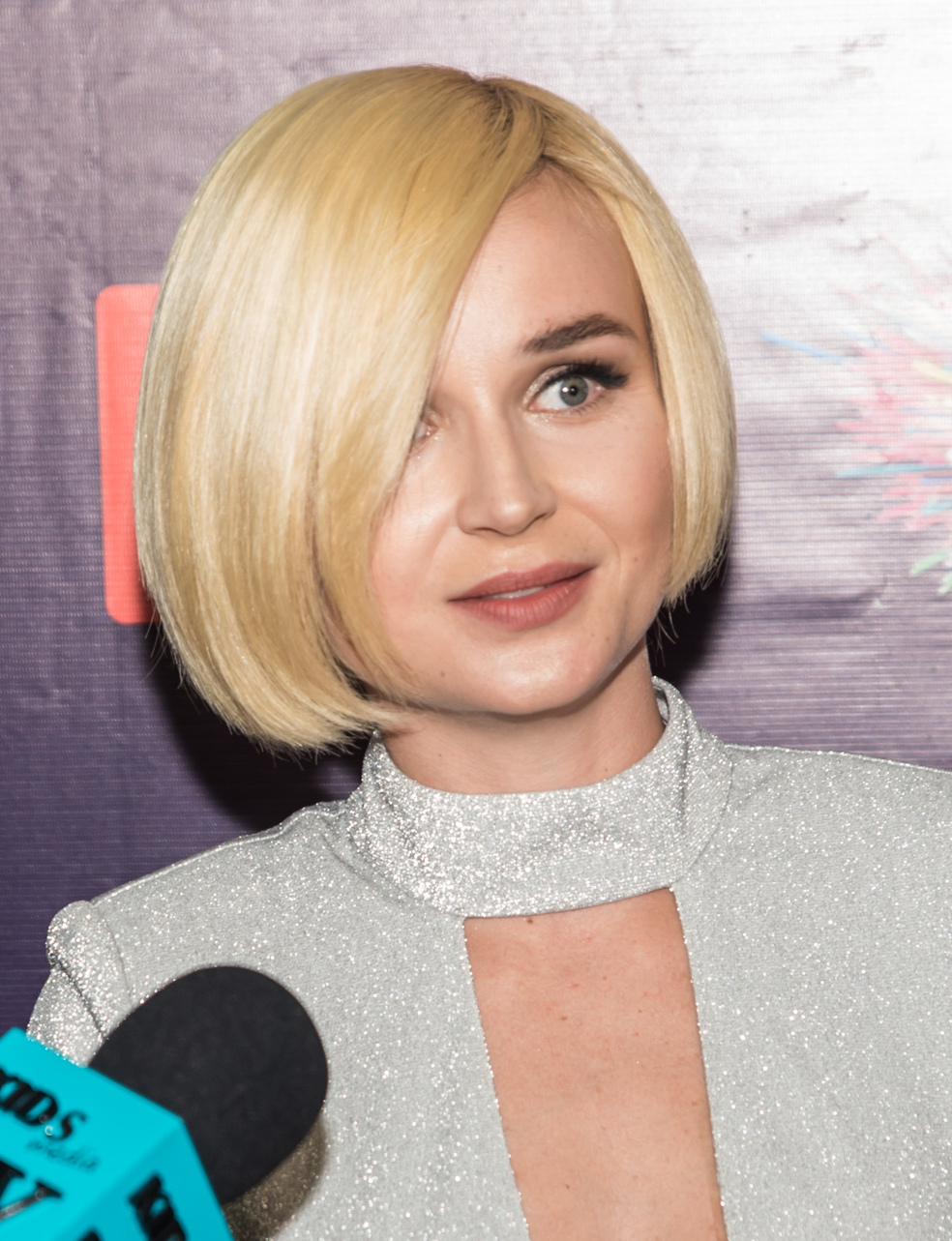
Полина Гагарина
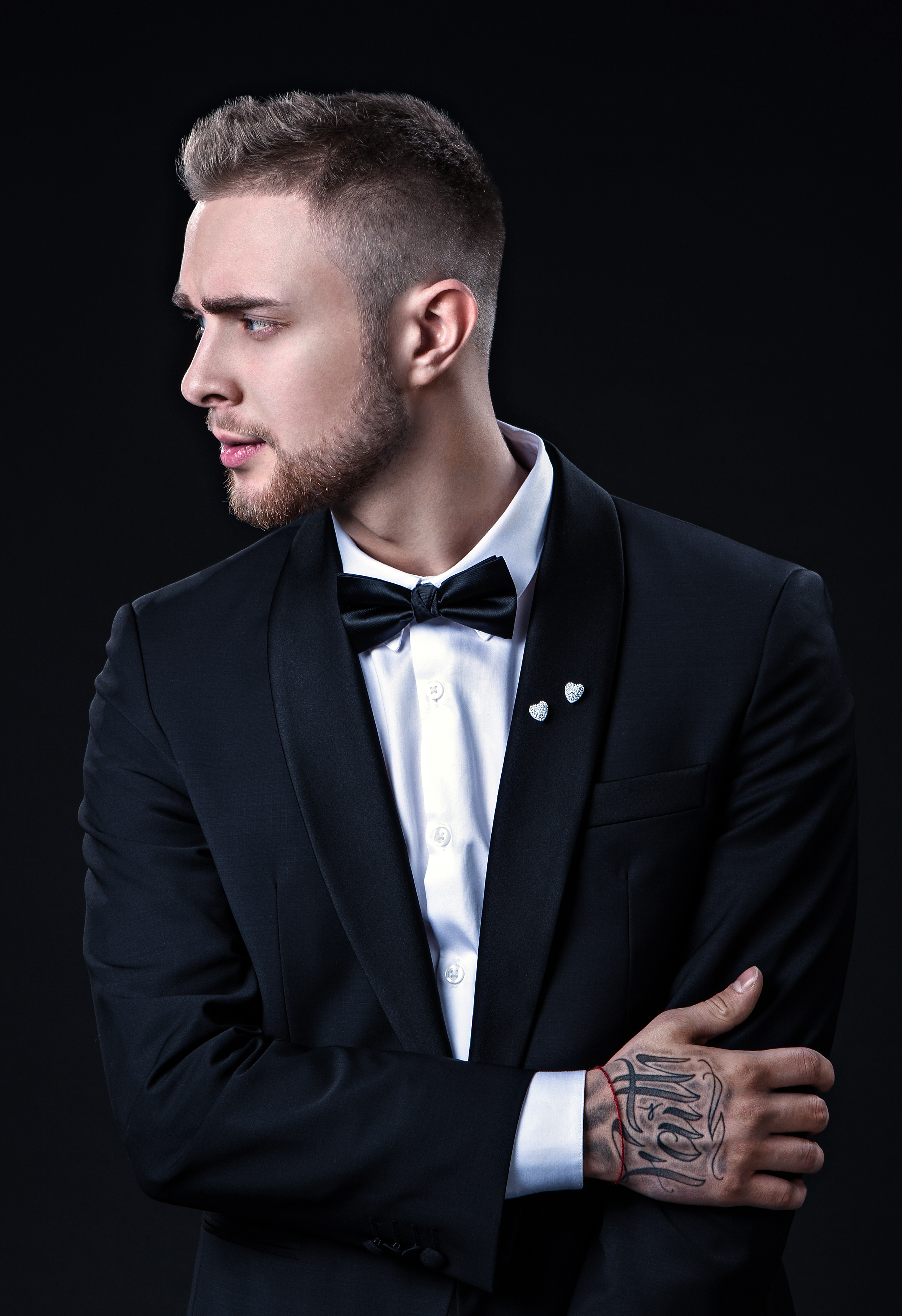
Егор Крид

- Дима Билан — российский певец, победитель песенного конкурса «Евровидение-2008», заслуженный артист РФ.
- Пелагея — фолк-рок-певица, основательница и солистка группы «Пелагея», заслуженная артистка РФ.
- Полина Гагарина — российская певица, композитор, победительница второго сезона проекта «Фабрика звёзд», представительница России на песенном конкурсе «Евровидение-2015», где заняла 2-е место.
- Егор Крид — российский певец, рэп-исполнитель, автор песен, актёр.

## Команды
| - Первое место - Второе место - Третье место - Четвёртое место - Выбыл в финале - Выбыл в полуфинале - Выбыл в поединках |

| Наставники      | Топ 32 участника | Топ 32 участника | Топ 32 участника    | Топ 32 участника    | Топ 32 участника | Топ 32 участника   | Топ 32 участника | Топ 32 участника      |
| --------------- | ---------------- | ---------------- | ------------------- | ------------------- | ---------------- | ------------------ | ---------------- | --------------------- |
| Дима Билан      | Рената Таирова   | Мария Панюкова   | Диана Хитарова      | Мирон Проворов      | Арина Миронова   | Анна Доровская     | Алиса Кожикина   | Катрина Паула Диринга |
| Пелагея         | Давид Саникидзе  | Иван Кургалин    | Егор Блинов         | Александра Харазьян | Давид Хиникадзе  | Ярослав Соколиков  | Матвей Семишкур  | Анастасия Рогинская   |
| Полина Гагарина | Олеся Казаченко  | Мария Мирова     | Елизавета Качурак   | Владислав Тюкин     | София Фёдорова   | Акмаль Ходжаниязов | Грант Меликян    | Азер Насибов          |
| Егор Крид       | Вероника Сыромля | Рагда Ханиева    | Анастасия Гладилина | Елизавета Трофимова | Фёдор Сорокин    | Нонна Еганян       | Аделия Загребина | Дарья Волосевич       |

## Слепые прослушивания

### Выпуск № 1: Слепые прослушивания. 1-я неделя
Выпуск вышел в эфир 1 сентября 2023 года. В начале выпуска наставники сезона Дима Билан, Пелагея, Полина Гагарина и Егор Крид исполнили песню группы ABBA «Waterloo».
| №  | Исполнитель | Песня                                                    | Наставники и их выбор | Наставники и их выбор | Наставники и их выбор | Наставники и их выбор |
| №  | Исполнитель | Песня                                                    | Билан                 | Пелагея               | Гагарина              | Крид                  |
| -- | --- | -------------------------------------------------------- | --------------------- | --------------------- | --------------------- | --------------------- |
| 1  | Алиса Кожикина (20 лет, Успенка, Курская область)1 сезон, победитель, команда Максима Фадеева                       | «The Best» (Майк Чепмен)                                 |                       | —                     | —                     | —                     |
| 2  | Иван Кургалин (17 лет, Великий Новгород)7 сезон, финалист, команда Басты                                            | «Не для меня» (Николай Девитте)                          |                       |                       |                       |                       |
| 3  | Диана Хитарова (20 лет, Москва)1 сезон, выбыла на этапе «Песня на вылет», команда Максима Фадеева                   | «Je suis malade» (Серж Лама)                             |                       | —                     |                       |                       |
| 4  | Геннадий Перевердиев (15 лет, Москва)7 сезон, выбыл на этапе «Поединки», команда Полины Гагариной                   | «Моя бабушка курит трубку» (Гарик Сукачёв)               | —                     | —                     | —                     | —                     |
| 5  | Елизавета Качурак (19 лет, Калач-на-Дону, Волгоградская область)4 сезон, победитель, команда Димы Билана            | «Скажи нет» (Михаил Бублик)                              |                       | —                     |                       | —                     |
| 6  | Мирон Проворов (10 лет, Рыбинск, Ярославская область)8 сезон, выбыл в дополнительном этапе, команда Светланы Лободы | «О любви» (Олег Тарасов)                                 |                       | —                     | —                     | —                     |
| 7  | Таисия Подгорная (15 лет, Кущёвская, Краснодарский край)3 сезон, 3 место, команда Пелагеи                           | «Canção do Mar» (Фредерико де Брито, Феррер Тринидаде)   | —                     | —                     | —                     | —                     |
| 8  | Матвей Семишкур (21 год, Санкт-Петербург)2 сезон, финалист, команда Пелагеи                                         | «Три года ты мне снилась» (Алексей Фатьянов)             |                       |                       | —                     | —                     |
| 9  | Алиса Трифонова (15 лет, Москва)8 сезон, финалистка, команда Егора Крида                                            | «Ищу тебя» (Александр Зацепин / Леонид Дербенёв)         | —                     | —                     | —                     | —                     |
| 10 | Егор Блинов (17 лет, Саратов) 7 сезон, выбыл на этапе «Поединки», команда Басты                                     | «I Say a Little Prayer» (Берт Бакарак, Хэл Дэвид)        |                       |                       |                       |                       |
| 11 | Анастасия Гладилина (18 лет, Брянск)5 сезон, 3 место, команда Валерия Меладзе                                       | «Ты неси меня, река» (Игорь Матвиенко / Александр Митта) | —                     | —                     |                       |                       |

### Выпуск № 2: Слепые прослушивания. 2-я неделя
Выпуск вышел в эфир 8 сентября 2023 года.
| №  | Исполнитель | Песня                                                                          | Наставники и их выбор | Наставники и их выбор | Наставники и их выбор | Наставники и их выбор |
| №  | Исполнитель | Песня                                                                          | Билан                 | Пелагея               | Гагарина              | Крид                  |
| -- | --- | ------------------------------------------------------------------------------ | --------------------- | --------------------- | --------------------- | --------------------- |
| 1  | Рената Таирова (17 лет, Астрахань)6 сезон, победитель, команда Пелагеи                                                                        | «Les temps des cathedrales» (Люк Пламондон / Рикардо Коччанте)                 |                       | —                     |                       | —                     |
| 2  | Рутгер Гарехт (17 лет, Оренбург)5 сезон, победитель, команда Пелагеи                                                                          | «Группа крови» (Виктор Цой / Юрий Каспарян, Георгий Гурьянов, Игорь Тихомиров) | —                     | —                     | —                     | —                     |
| 3  | Вероника Сыромля (19 лет, Севастополь)5 сезон, финалист, команда Пелагеи                                                                      | «Андрюша» (Илья Жак / музыка народная)                                         | —                     | —                     | —                     |                       |
| 4  | Мария Панюкова (16 лет, Новомосковск, Тульская область)3 сезон, финалистка, команда Димы Билана                                               | «Небо славян» (Константин Кинчев)                                              |                       |                       |                       | —                     |
| 5  | Таисия Скоморохова (12 лет, Одинцово, Московская область)7 сезон, выбыла в дополнительном этапе, команда Полины Гагариной                     | «На Титанике» (Андрей Фролов)                                                  | —                     | —                     | —                     | —                     |
| 6  | Давид Саникидзе (22 года, Междуреченск, Кемеровская область — Кузбасс)1 сезон, выбыл в «песне на вылет», команда Пелагеи                      | Ария из оперы «Любовный напиток» (Гаэтано Доницетти)                           |                       |                       |                       |                       |
| 7  | Катрина Паула Диринга (17 лет, Рига, Латвия)1 сезон, не прошла «Слепые прослушивания» 2 сезон, выбыла в дополнительном этапе, команда Пелагеи | «Снег» (Ирина Билык)                                                           |                       | —                     | —                     | —                     |
| 8  | Ивайло Филиппов (24 года, Москва)1 сезон, финалист, команда Максима Фадеева                                                                   | «Ночь» (Андрей Губин)                                                          | —                     | —                     | —                     | —                     |
| 9  | Анна Доровская (12 лет, Саратов)10 сезон, победитель, команда Басты                                                                           | «Ain’t Nobody Here but Us Chickens» (Алекс Крамер / Джоан Уитни)               |                       |                       | —                     | —                     |
| 10 | Дениза Хекилаева (17 лет, Нальчик, Кабардино-Балкарская Республика)4 сезон, 2 место, команда Валерия Меладзе                                  | «Ты не целуй» (Михаил Гуцериев / Вадим Усланов)                                | —                     | —                     | —                     | —                     |
| 11 | Грант Меликян (23 года, Иваново)1 сезон, выбыл в «Песне на вылет», команда Максима Фадеева                                                    | «Per te» (Джош Гробан)                                                         | —                     | —                     |                       | —                     |
| 12 | Акмаль Ходжаниязов (19 лет, Санкт-Петербург)5 сезон, финалист, команда Басты                                                                  | «Ну и что» (Геннадий Богданов)                                                 | —                     | —                     |                       |                       |

### Выпуск № 3: Слепые прослушивания. 3-я неделя
Выпуск вышел в эфир 15 сентября 2023 года.
| №  | Исполнитель | Песня                                                                 | Наставники и их выбор | Наставники и их выбор | Наставники и их выбор | Наставники и их выбор |
| №  | Исполнитель | Песня                                                                 | Билан                 | Пелагея               | Гагарина              | Крид                  |
| -- | --- | --------------------------------------------------------------------- | --------------------- | --------------------- | --------------------- | --------------------- |
| 1  | Александр Дудко (15 лет, Новый Уренгой,Ямало-Ненецкий автономный округ)4 сезон, финалист, команда Валерия Меладзе | "Разговор со счастьем " (Александр Зацепин / Леонид Дербенёв)         | —                     | —                     | —                     | —                     |
| 2  | Олеся Казаченко (14 лет, Ногинск, Московская область)7 сезон, победитель, команда Басты                           | «Стена» (Аркадий Укупник / Михаил Танич)                              |                       |                       |                       |                       |
| 3  | Ярослава Дегтярёва (15 лет, Москва)3 сезон, финалистка, команда Димы Билана                                       | «Ой, то не вечер» (музыка и слова народные)                           | —                     | —                     | —                     | —                     |
| 4  | Елизавета Трофимова (15 лет, Москва)8 сезон, 2 место, команда Егора Крида                                         | «A Song for You» (Леон Рассел)                                        | —                     | —                     |                       |                       |
| 5  | Давид Хиникадзе (15 лет, Москва)5 сезон, выбыл в дополнительном этапе, команда Валерия Меладзе                    | «Синяя вечность» (Муслим Магомаев)                                    |                       |                       |                       | —                     |
| 6  | Ева Медведь (14 лет, Москва)4 сезон, финалистка, Команда Нюши                                                     | «Львиное сердце» (Марк Лукашев)                                       | —                     | —                     | —                     | —                     |
| 7  | Ранэль Богданов (18 лет, Казань, Республика Татарстан)2 сезон, выбыл на этапе «Поединки», команда Пелагеи         | «Ягода-малинка» (Хабиб Шарипов / Евгений Трухин / Александр Фоменков) | —                     | —                     | —                     | —                     |
| 8  | Аделия Загребина (9 лет, Нижний Новгород)9 сезон, победитель, команда Егора Крида                                 | «Libertango» (Астор Пьяццолла)                                        | —                     | —                     |                       |                       |
| 9  | Владислав Тюкин (15 лет, Санкт-Петербург)8 сезон, победитель, команда Светланы Лободы                             | «Музыкант» (Константин Никольский)                                    | —                     |                       |                       | —                     |
| 10 | Рагда Ханиева (21 год, Москва)1 сезон, 2 место, команда Пелагеи                                                   | «Любовь, похожая на сон» (Игорь Крутой)                               | —                     | —                     | —                     |                       |
| 11 | Азер Насибов (23 года, Сясьтрой, Ленинградская область)3 сезон, финалист, команда Пелагеи                         | «Beggin'» (Боб Гаудио / Пегги Фарина)                                 | —                     | —                     |                       | —                     |
| 12 | Мария Мирова (16 лет, Мелеуз, Республика Башкортостан)2 сезон, выбыла в дополнительном этапе, команда Димы Билана | «С тобой» (Брендон Стоун)                                             | —                     | —                     |                       | —                     |

### Выпуск № 4: Слепые прослушивания. 4-я неделя
Выпуск вышел в эфир 22 сентября 2023 года.
| №  | Исполнитель | Песня                                                                | Наставники и их выбор | Наставники и их выбор | Наставники и их выбор | Наставники и их выбор |
| №  | Исполнитель | Песня                                                                | Билан                 | Пелагея               | Гагарина              | Крид                  |
| -- | --- | -------------------------------------------------------------------- | --------------------- | --------------------- | --------------------- | --------------------- |
| 1  | Дарья Волосевич (20 лет, Углич, Ярославская область)5 сезон, выбыла на этапе поединков в команде Пелагеи           | «Снег» (Елена Хрулёва)                                               |                       |                       |                       |                       |
| 2  | Валерий Кузаков (14 лет, Москва)6 сезон, победитель, команда Пелагеи                                               | «Я люблю тебя до слёз» (Игорь Крутой / Игорь Николаев)               | —                     | —                     | —                     | —                     |
| 3  | Александра Харазьян (14 лет, Москва)6 сезон, выбыла на этапе поединков в команде Пелагеи                           | «Listen» (Бейонсе Ноулз)                                             |                       |                       |                       |                       |
| 4  | София Фёдорова (15 лет, Москва)5 сезон, 2 место, команда Басты                                                     | «Старый отель» (Карен Кавалерян / Евгений Хавтан)                    | —                     |                       |                       | —                     |
| 5  | Данил Плужников (21 год, Сочи, Краснодарский край)3 сезон, победитель, команда Димы Билана                         | «Uptown Funk» (Марк Ронсон / Бруно Марс)                             | —                     | —                     | Полная команда        | —                     |
| 6  | Арина Миронова (14 лет, Мценск, Орловская область)3 сезон, выбыла на этапе поединков в команде Димы Билана         | «А любовь-то лебедем» (Валентина Толкунова)                          |                       | —                     | Полная команда        | —                     |
| 7  | Мариам Абделькадер (15 лет, Минск, Беларусь)6 сезон, победитель, команда Пелагеи                                   | «Вечная любовь» (Шарль Азнавур)                                      | Полная команда        | —                     | Полная команда        | —                     |
| 8  | Фёдор Сорокин (13 лет, Москва)9 сезон, финалист, команда Егора Крида                                               | «I Don't Wanna Miss a Thing» (Дайан Уоррен)                          | Полная команда        | —                     | Полная команда        |                       |
| 9  | Нонна Еганян (20 лет, Москва)3 сезон, выбыла на этапе поединков в команде Пелагеи                                  | «Самолёт» (Александр Шульгин)                                        | Полная команда        |                       |                       |                       |
| 10 | Ярослав Соколиков (16 лет, Минск, Беларусь)2 сезон, финалист, команда Максима Фадеева                              | «Luna» (Алессандро Сафина)                                           | Полная команда        |                       | Полная команда        | Полная команда        |
| 11 | Мария Политикова (15 лет, Рязань)8 сезон, 3 место, команда Басты                                                   | «Ой, да степь широкая» (музыка и слова народные)                     | Полная команда        | —                     | Полная команда        | Полная команда        |
| 12 | Анастасия Рогинская (11 лет, Апрелевка, Московская область)6 сезон, выбыла в дополнительном этапе, команда Пелагеи | «Всё стало вокруг голубым и зелёным» (Геннадий Гладков / Юрий Энтин) | Полная команда        |                       | Полная команда        | Полная команда        |

## Поединки

### Выпуски № 5 и 6: Поединки
Наставники разделили своих участников на пары, и дали каждому по сольной песне. Из каждой пары, в следующий этап, пройдёт только один участник. По итогу Поединков в каждой команде останется по четыре участника.
| Выпуск 5 (29 сентября) | 1 | Пелагея         | «Голуби» (Сергей Трофимов)                                                                                               | Иван Кургалин       | Анастасия Рогинская   | «Жёлтый лист осенний» (Елена Юданова)                                            |  |  |  |
| Выпуск 5 (29 сентября) | 2 | Дима Билан      | «The Final Countdown» (Джоуи Темпест)                                                                                    | Мирон Проворов      | Катрина Паула Диринга | «Земля» (Мария Макарова)                                                         |  |  |  |
| Выпуск 5 (29 сентября) | 3 | Полина Гагарина | «3 сентября» (Игорь Николаев / Игорь Крутой)                                                                             | Владислав Тюкин     | Азер Насибов          | «Halo» (Эван Богарт / Бейонсе Ноулз / Райан Теддер)                              |  |  |  |
| Выпуск 5 (29 сентября) | 4 | Егор Крид       | «Зачем вы, девочки, красивых любите?» / «Лютики» (Игорь Шаферан / Евгений Птичкин / Александр Розниченко / Ян Супоненко) | Рагда Ханиева       | Дарья Волосевич       | «Полчеловека» (Рита Дакота)                                                      |  |  |  |
| Выпуск 5 (29 сентября) | 5 | Дима Билан      | «Kissing You» (Дезире Уикс / Тимоти Атак)                                                                                | Рената Таирова      | Алиса Кожикина        | «Шагай» (Константин Меладзе)                                                     |  |  |  |
| Выпуск 5 (29 сентября) | 6 | Пелагея         | «Ты — моё дыхание» (Ада Якушева)                                                                                         | Александра Харазьян | Матвей Семишкур       | «Джулия» (Байгали Серкебаев / Владимир Миклошич / Батырхан Шукенов)              |  |  |  |
| Выпуск 5 (29 сентября) | 7 | Егор Крид       | «Drivers License» (Оливия Родриго / Даниэль Нигро)                                                                       | Елизавета Трофимова | Аделия Загребина      | «Family Portrait» (Алиша Мур / Скотт Сторч)                                      |  |  |  |
| Выпуск 5 (29 сентября) | 8 | Полина Гагарина | «Только» (Нюша Шурочкина)                                                                                                | Мария Мирова        | Грант Меликян         | «Historia de un amor» (Карлос Элета Альмаран)                                    |  |  |  |
|                        |   |                 | |                     |                       |                                                                                  |  |  |  |
| Выпуск 6 (6 октября)   | 1 | Дима Билан      | «Спасибо, жизнь» (Максим Дунаевский / Роберт Рождественский)                                                             | Мария Панюкова      | Анна Доровская        | «Мир без любимого» (Александр Зацепин / Юрий Энтин)                              |  |  |  |
| Выпуск 6 (6 октября)   | 2 | Пелагея         | «Bésame Mucho» (Консуэло Веласкес)                                                                                       | Давид Саникидзе     | Ярослав Соколиков     | «Fall on Me» (Ян Аксель / Чад Ваккарино / Маттео Бочелли / Фортунато Зампальоне) |  |  |  |
| Выпуск 6 (6 октября)   | 3 | Полина Гагарина | «Нанэ цоха» / «Ай, вы цыгане» (музыка и слова народные)                                                                  | Елизавета Качурак   | Акмаль Ходжаниязов    | «Раневская» (Алексей Романоф)                                                    |  |  |  |
| Выпуск 6 (6 октября)   | 4 | Егор Крид       | «Достучаться до небес» (Константин Павлов)                                                                               | Анастасия Гладилина | Нонна Еганян          | «Happier Than Ever» (Билли Айлиш / Финнеас О’Коннелл)                            |  |  |  |
| Выпуск 6 (6 октября)   | 5 | Дима Билан      | «We Are the Champions» (Фредди Меркьюри)                                                                                 | Диана Хитарова      | Арина Миронова        | «Моей душе покоя нет» (Андрей Петров / Роберта Бернс / Самуил Маршак)            |  |  |  |
| Выпуск 6 (6 октября)   | 6 | Пелагея         | «Зачем топтать мою любовь» (Сергей Бобунец)                                                                              | Егор Блинов         | Давид Хиникадзе       | «A Song for You» (Леон Расселл)                                                  |  |  |  |
| Выпуск 6 (6 октября)   | 7 | Полина Гагарина | «Tattoo» (Джимми Торнфельдт / Джимми Янссон / Лорин Талхауди / Моа Карлбекер / Петер Бостром / Томас Густафссон)         | Олеся Казаченко     | Софья Фёдорова        | «Если в сердце живет любовь» (Антон Шварц / Анастасия Максимова)                 |  |  |  |
| Выпуск 6 (6 октября)   | 8 | Егор Крид       | «Проклятие русалки» (Анжела Жиркова)                                                                                     | Вероника Сыромля    | Фёдор Сорокин         | «Точка невозврата» (Михаил Житняков / Виталий Дубинин / Маргарита Пушкина)       |  |  |  |

## Полуфинал

### Выпуск № 7: Полуфинал
Полуфинал состоялся 13 октября 2023 года. В команде каждого Наставника остались четыре участника. По выбору наставников в Финал пройдут два вокалиста от каждой команды.
| Выпуск                | Наставник       | №  | Участник            | Песня                                                                               | Итог           |
| Выпуск 7 (13 октября) |                 |    |                     |                                                                                     |                |
| --------------------- | --------------- | -- | ------------------- | ----------------------------------------------------------------------------------- | -------------- |
| Выпуск 7 (13 октября) | Дима Билан      | 1  | Мирон Проворов      | «До завтра» (Дмитрий Маликов / Александр Шаганов)                                   | Выбыл          |
| Выпуск 7 (13 октября) | Дима Билан      | 2  | Рената Таирова      | «Не исчезай» (Микаэл Таривердиев / Андрей Вознесенский)                             | Прошла в Финал |
| Выпуск 7 (13 октября) | Дима Билан      | 3  | Мария Панюкова      | «Still Loving You» (Клаус Майне / Рудольф Шенкер)                                   | Прошла в Финал |
| Выпуск 7 (13 октября) | Дима Билан      | 4  | Диана Хитарова      | «Я снова вижу тебя» (Андрей Литягин / Екатерина Степанова)                          | Выбыла         |
| Выпуск 7 (13 октября) | Пелагея         | 5  | Егор Блинов         | «Я просто люблю тебя» (Денис Ковальский)                                            | Выбыл          |
| Выпуск 7 (13 октября) | Пелагея         | 6  | Иван Кургалин       | «Зелёные глаза» (Василий Вакуленко / Вадим Карпенко / Иван Кургалин)                | Прошёл в Финал |
| Выпуск 7 (13 октября) | Пелагея         | 7  | Давид Саникидзе     | «Ах, ты душечка» (слова и музыка народные)                                          | Прошёл в Финал |
| Выпуск 7 (13 октября) | Пелагея         | 8  | Александра Харазьян | «Гагарин» (Мария Бойко / Александр Тарасов)                                         | Выбыла         |
| Выпуск 7 (13 октября) | Полина Гагарина | 9  | Владислав Тюкин     | «Я падаю в небо» (Ольга Кормухина / Алексей Белов)                                  | Выбыл          |
| Выпуск 7 (13 октября) | Полина Гагарина | 10 | Елизавета Качурак   | «Я тебя рисую» (Раймонд Паулс / Андрей Дементьев)                                   | Выбыла         |
| Выпуск 7 (13 октября) | Полина Гагарина | 11 | Мария Мирова        | «Музыка» (Леонид Агутин)                                                            | Прошла в Финал |
| Выпуск 7 (13 октября) | Полина Гагарина | 12 | Олеся Казаченко     | «Je Suis Malade» (Алиса Донадель / Серж Лама)                                       | Прошла в Финал |
| Выпуск 7 (13 октября) | Егор Крид       | 13 | Анастасия Гладилина | «Безболезненно» (Юлия Зиверт / Аркадийс Котковс / Богдан Леонович / Кирилл Ермаков) | Выбыла         |
| Выпуск 7 (13 октября) | Егор Крид       | 14 | Елизавета Трофимова | «Кажется» (Владимир Кристовский)                                                    | Выбыла         |
| Выпуск 7 (13 октября) | Егор Крид       | 15 | Вероника Сыромля    | «Не мешай» / «Что ты, птичка бедная?» (Феликс Бондарёв / музыка и слова народные)   | Прошла в Финал |
| Выпуск 7 (13 октября) | Егор Крид       | 16 | Рагда Ханиева       | «Позови меня с собой» (Татьяна Снежина)                                             | Прошла в Финал |

## Финал и Суперфинал

### Выпуск № 8: Финал и Суперфинал
Выпуск вышел в прямом эфире в пятницу 20 октября 2023 года.

#### Финал
| Выпуск                | Наставник       | № | Участник         | Песня                                                                     | Голоса зрителей | Итог                |
| Выпуск 8 (20 октября) |                 |   |                  |                                                                           |                 |                     |
| --------------------- | --------------- | - | ---------------- | ------------------------------------------------------------------------- | --------------- | ------------------- |
| Выпуск 8 (20 октября) | Полина Гагарина | 1 | Мария Мирова     | «Останусь» (Валерий Стронский / Дмитрий Притула / Леонид Притула)         | 24,2 %          | Выбыла              |
| Выпуск 8 (20 октября) | Полина Гагарина | 2 | Олеся Казаченко  | «My Heart Will Go On» (Джеймс Хорнер / Уилл Дженнингс)                    | 75,8 %          | Прошла в Суперфинал |
| Выпуск 8 (20 октября) | Пелагея         | 3 | Иван Кургалин    | «Калинушка» (музыка и слова народные / Светлана Ханова)                   | 40,1 %          | Выбыл               |
| Выпуск 8 (20 октября) | Пелагея         | 4 | Давид Саникидзе  | «Con te partirò» (Франческо Сартори / Лучо Кварантото)                    | 59,9 %          | Прошел в Суперфинал |
| Выпуск 8 (20 октября) | Дима Билан      | 5 | Мария Панюкова   | «Я тебя отвоюю» (Игорь Крутой / Марина Цветаева)                          | 35,9 %          | Выбыла              |
| Выпуск 8 (20 октября) | Дима Билан      | 6 | Рената Таирова   | «Кометы» (Марина Демещенко)                                               | 64,1 %          | Прошла в Суперфинал |
| Выпуск 8 (20 октября) | Егор Крид       | 7 | Рагда Ханиева    | «Смиряюсь» (Диана Арбенина)                                               | 47 %            | Выбыла              |
| Выпуск 8 (20 октября) | Егор Крид       | 8 | Вероника Сыромля | «Лодочка» / «По щекам слёзы» (музыка и слова народные / Геворг Агаджанян) | 53 %            | Прошла в Суперфинал |

#### Суперфинал
| Выпуск                | Наставник       | № | Участник         | Песня                                                            | Голоса зрителей | Итог            |
| Выпуск 8 (20 октября) |                 |   |                  |                                                                  |                 |                 |
| --------------------- | --------------- | - | ---------------- | ---------------------------------------------------------------- | --------------- | --------------- |
| Выпуск 8 (20 октября) | Полина Гагарина | 2 | Олеся Казаченко  | «Позови меня тихо по имени» (Игорь Матвиенко / Виктор Пеленягрэ) | 9,9 %           | Четвёртое место |
| Выпуск 8 (20 октября) | Пелагея         | 4 | Давид Саникидзе  | «Одинокая гармонь» (Михаил Исаковский / Борис Мокроусов)         | 33,1 %          | Второе место    |
| Выпуск 8 (20 октября) | Дима Билан      | 6 | Рената Таирова   | «Мелодия» (Александра Пахмутова / Николай Добронравов)           | 14,9 %          | Третье место    |
| Выпуск 8 (20 октября) | Егор Крид       | 8 | Вероника Сыромля | «Свет твоей любви» (Виктор Дробыш / Елена Стюф)                  | 42,1 %          | Победитель      |

| № | Исполнитель                   | Песня                                                                             |
| - | ----------------------------- | --------------------------------------------------------------------------------- |
| 1 | Вероника Сыромля (победитель) | «Не мешай» / «Что ты, птичка бедная?» (Феликс Бондарёв / музыка и слова народные) |

## Лучший Наставник
Резyльтаты
| - Лучший наставник - Второе место - Третье место - Четвёртое место | - Лучший наставник выпуска |

| Наставник       | Голосование (по выпускам) | Голосование (по выпускам) | Голосование (по выпускам) | Голосование (по выпускам) | Голосование (по выпускам) | Голосование (по выпускам) | Голосование (по выпускам) | Голосование (по выпускам) | Итог             |
| Наставник       | #1                        | #2                        | #3                        | #4                        | #5                        | #6                        | #7                        | Общее                     | Итог             |
| --------------- | ------------------------- | ------------------------- | ------------------------- | ------------------------- | ------------------------- | ------------------------- | ------------------------- | ------------------------- | ---------------- |
| Пелагея         | 44 %                      | 43 %                      | 43 %                      | 48 %                      | 36 %                      | 31 %                      | 30 %                      | 38 %                      | Лучший наставник |
| Егор Крид       | 12 %                      | 21 %                      | 23 %                      | 22 %                      | 35 %                      | 45 %                      | 49 %                      | 32 %                      | Второе место     |
| Дима Билан      | 24 %                      | 20 %                      | 19 %                      | 14 %                      | 14 %                      | 13 %                      | 12 %                      | 16 %                      | Третье место     |
| Полина Гагарина | 20 %                      | 16 %                      | 15 %                      | 16 %                      | 15 %                      | 11 %                      | 9 %                       | 14 %                      | Четвёртое место  |

## Награды и премии
| Год  | Премия | Категория / Номинация                       | Результат | Прим. |
| ---- | ------ | ------------------------------------------- | --------- | ----- |
| 2025 | ТЭФИ   | "Развлекательное шоу талантов прайм-тайма". | Победа    |       |

### Комментарии
1. ↑  Пелагея — лучший наставник 1-го выпуска.
2. ↑  Пелагея — лучший наставник 2-го выпуска.
3. ↑  Пелагея — лучший наставник 3-го выпуска.
4. ↑  Пелагея — лучший наставник 4-го выпуска.
5. ↑  Пелагея — лучший наставник 5-го выпуска.
6. ↑  Егор Крид — лучший наставник 6-го выпуска.
7. ↑  Егор Крид — лучший наставник 7-го выпуска.